# Alexander Alexejewitsch Moissejew

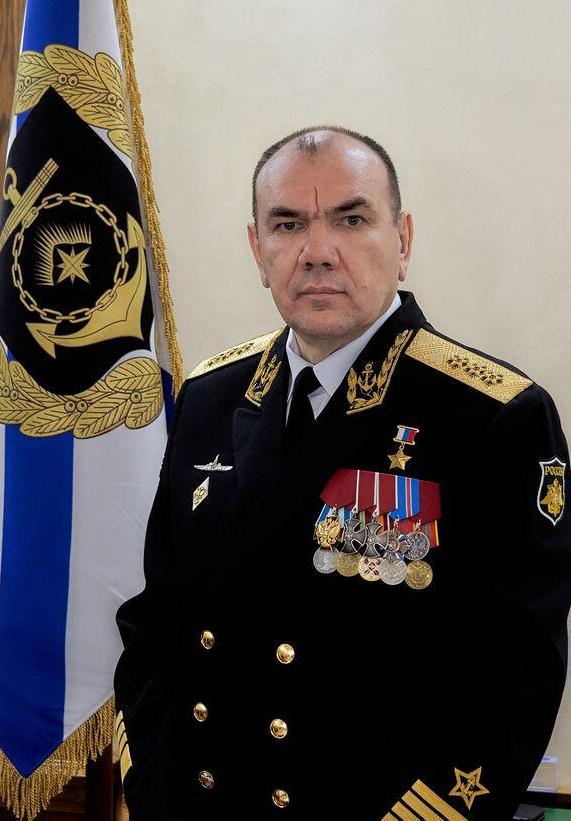
Alexander Moissejew (2020)

Alexander Alexejewitsch Moissejew (russisch Александр Алексеевич Моисеев; * 16. April 1962 in Borskoje, Rajon Gwardeisk, Oblast Kaliningrad, Sowjetunion) ist ein Admiral der russischen Seekriegsflotte, deren Oberbefehlshaber er seit 2024 ist.

## Leben
Moissejew erlernte nach Abschluss der Mittelschule 1977 den Beruf eines Handwerkers für Kinematographie in Sowetsk und arbeitete nach Abschluss des Technikums 1981 in diesem Beruf. Im selben Jahr wurde er zum Wehrdienst eingezogen. Von September 1982 bis 1987 studierte er an der Höheren Seekriegsschule für Radioelektronik „A. S. Popow“. Anschließend diente er ab Juni 1987 auf einem Atom-U-Boot der Nordflotte als Ingenieur für Rechentechnik sowie als Gefechtsabschnittskommandeur. Im Februar 1992 war er 1. Offizier der Ersatzmannschaft auf dem Atom-U-Boot K–117 „Brjansk“ und von Juli bis Oktober 1994 auf dem Atom-U-Boot K–18 „Karelija“. In dieser Funktion nahm er von Juli bis August 1994 an einer Fahrt zum Nordpol teil. 1995 absolvierte er höhere Offizierslehrgänge der Seekriegsflotte. Er wurde ab Juli 1995 zunächst auf dem Atom-U-Boot K–117 „Brjansk“ als 1. Offizier der Ersatzmannschaft und anschließend von November 1997 bis September 2001 als Kommandant der Ersatzmannschaft des Atom-U-Bootes K–407 „Nowomoskowsk“ eingesetzt. Am 7. Juli 1998 leitete er als Kommandant des getauchten U-Bootes K–407 den Start zweier deutscher Nanosatelliten TUBSAT-N/N1 mit Hilfe ballistischer Raketen in die erdnahe Umlaufbahn.
2003 absolvierte Moissejew die Seekriegsakademie N. G. Kusnezow. Er diente ab Juni 2003 als Stellvertreter des Kommandeurs und ab Dezember 2005 als Stabschef der 31. U-Bootdivision des 12. U-Bootgeschwaders der Nordflotte. Im Sommer 2006 führte er den Stab, der für das Testschießen des U-Bootes K–84 „Jekaterinburg“ in der Arktisregion zuständig war. Von August 2007 bis September 2009 übernahm er den Kommandeursposten der 31. U-Bootdivision des 12. U-Bootgeschwaders der Nordflotte. 2007 leitete er die Fahrt des U-Bootes K–114 „Tula“ unter dem Packeis der Arktis sowie den Test neuer Waffensysteme, 2008 die Transarktisfahrt des U-Bootes K–44 „Rjasan“ von der Basis der Nordflotte zur Pazifikflotte und 2009 auf K–117 den Abschuss einer ballistischen Rakete aus einem nordpolnahen Abschnitt. In Vorbereitung der Tests erarbeitete er Methoden zur Anwendung der Raketenbewaffnung unter sich schnell verändernden Eisbedingungen. Per Präsidentenukas Nr. 181 vom 14. Februar 2011 wurde ihm für seinen Beitrag zur Stärkung der russischen Flotte der Titel Held der Russischen Föderation verliehen.
Moissejew absolvierte 2011 die Militärakademie des Generalstabes der Streitkräfte der Russischen Föderation mit „Auszeichnung“. Ab Juni 2011 wurde er als stellvertretender Kommandeur und ab April 2012 als Kommandeur der U-Bootkräfte der Nordflotte eingesetzt. Am 20. Februar 2013 wurde er zum Konteradmiral ernannt und am 11. Juni 2015 zum Vizeadmiral befördert. Er stieg im April 2016 zum Stabschef und 1. Stellvertreter des Kommandeurs der Nordflotte auf. Im November 2017 wurde er Stellvertreter des Stabschefs der russischen Streitkräfte. Im Mai 2018 übernahm er die Pflichten des Kommandeurs der Schwarzmeerflotte und wurde am 26. Juni 2018 durch Präsident Putin zum Kommandeur der Schwarzmeerflotte ernannt. Präsidentenerlass Nr. 203 vom 3. Mai 2019 verfügte seine Verwendung als Kommandeur der Nordflotte. Im Dezember 2020 wurde er zum Admiral befördert.
Im März 2024 wurde er zum Oberbefehlshaber der russischen Marine ernannt.

## Auszeichnungen
- Held der Russischen Föderation (14. Februar 2011)
- Tapferkeitsorden (2×: 4. Januar 1995, 2008)
- Militärischer Verdienstorden (3. Juni 2006)
- weitere Medaillen